# 鈴木海音
鈴木 海音（すずき かいと、2002年8月25日 - ）は、静岡県浜松市出身のプロサッカー選手。Jリーグ・東京ヴェルディ所属。ポジションはディフェンダー（DF）。

## 来歴

### ユース
和田東サッカースポーツ少年団(後に浜松和田FCと和田東が合併し、浜松和田JFCとなる)でサッカーを始める。中学校年代からジュビロ磐田のアカデミーに所属。2019年3月、トップチームに2種登録された。

### プロ
2020年4月、トップチームとプロ契約を結んだ。
2022シーズンは栃木SCへの育成型期限付き移籍が発表された。12月31日、栃木SCへの育成型期限付き移籍が満了。
2023シーズンよりジュビロ磐田に復帰。背番号は「15」に変更。4月23日、J2第11節・ツエーゲン金沢戦でJリーグ初ゴールを決めた。
2024シーズン、11月9日に行われたJ1第36節・ガンバ大阪戦でJ1初ゴールを決めた。
2024年12月28日、東京ヴェルディへの完全移籍が発表された。

### 代表
2017年から各年代別の日本代表に選出され、AFC U-16選手権2018で優勝に貢献。2019年、2019 FIFA U-17ワールドカップに出場するU-17日本代表のメンバーに入ったが、チームはベスト16で敗退した。2023年、欧州遠征に臨むU-22日本代表のメンバーに選出された。2024年パリオリンピックのバックアップメンバーに選出された。発表当初はU23日本代表には帯同しない予定だったが、オリンピック開幕直前にバックアップメンバーに関するルールが変更となったことにより7月22日からチームに帯同。また、半田陸の怪我により、バックアップメンバーから正式メンバーに繰り上がり、試合にも出場した。

## 所属クラブ
- 和田東サッカースポーツ少年団[14]（浜松市立和田東小学校）
- 浜松和田JFC[14]（浜松市立和田小学校と浜松市立和田東小学校の合同チーム）
- ジュビロ磐田U-15（浜松市立天竜中学校）
- ジュビロ磐田U-18（静岡県立磐田西高等学校）
  - 2019年3月 - 2020年  ジュビロ磐田（2種登録選手）
- 2021年 - 2024年  ジュビロ磐田
  - 2022年  栃木SC（期限付き移籍）
- 2025年 -  東京ヴェルディ

## 個人成績
| 国内大会個人成績 | 国内大会個人成績 | 国内大会個人成績 | 国内大会個人成績 | 国内大会個人成績 | 国内大会個人成績 | 国内大会個人成績 | 国内大会個人成績 | 国内大会個人成績 | 国内大会個人成績 | 国内大会個人成績 | 国内大会個人成績 |
| 年度             | クラブ           | 背番号           | リーグ           | リーグ戦         | リーグ戦         | リーグ杯         | リーグ杯         | オープン杯       | オープン杯       | 期間通算         | 期間通算         |
| 年度             | クラブ           | 背番号           | リーグ           | 出場             | 得点             | 出場             | 得点             | 出場             | 得点             | 出場             | 得点             |
| 日本             | 日本             | 日本             | 日本             | リーグ戦         | リーグ戦         | リーグ杯         | リーグ杯         | 天皇杯           | 天皇杯           | 期間通算         | 期間通算         |
| ---------------- | ---------------- | ---------------- | ---------------- | ---------------- | ---------------- | ---------------- | ---------------- | ---------------- | ---------------- | ---------------- | ---------------- |
| 2020             | 磐田             | 45               | J2               | 6                | 0                | -                | -                | -                | -                | 6                | 0                |
| 2021             | 磐田             | 35               | J2               | 0                | 0                | -                | -                | 3                | 0                | 3                | 0                |
| 2022             | 栃木             | 35               | J2               | 34               | 0                | -                | -                | 1                | 0                | 35               | 0                |
| 2023             | 磐田             | 15               | J2               | 22               | 1                | 2                | 0                | 1                | 0                | 25               | 1                |
| 2024             | 磐田             | 15               | J1               | 24               | 1                | 0                | 0                | 0                | 0                | 24               | 1                |
| 2025             | 東京V            | 15               | J1               |                  |                  |                  |                  |                  |                  |                  |                  |
| 通算             | 日本             | 日本             | J1               | 24               | 1                | 0                | 0                | 0                | 0                | 24               | 1                |
| 通算             | 日本             | 日本             | J2               | 62               | 1                | 2                | 0                | 5                | 0                | 69               | 1                |
| 総通算           | 総通算           | 総通算           | 総通算           | 86               | 2                | 2                | 0                | 5                | 0                | 93               | 2                |

- 2019年は2種登録選手

出場歴
- Jリーグ初出場 - 2020年8月19日 J2第13節 FC町田ゼルビア戦 (町田GIONスタジアム)
- Jリーグ初得点 - 2023年4月23日 J2第11節 ツエーゲン金沢戦 (石川県西部緑地公園陸上競技場)

## タイトル

### 代表
U-21日本代表
- ドバイカップU-23 (2022年)

U-23日本代表
- AFC U23アジアカップ（2024年）

## 代表歴
- U-15日本代表
  - 2017年 AFC U-16選手権 (予選)（英語版）（グループ1位）
- U-16日本代表
  - 2018年 AFC U-16選手権（優勝）
- U-17日本代表
  - 2019年 FIFA U-17ワールドカップ（ベスト16）
- U-19日本代表
  - 2020年 千葉キャンプ
- U-20日本代表
  - 2021年 千葉キャンプ
- U-21日本代表
  - 2022年 千葉キャンプ
  - 2022年 ドバイカップU-23
  - 2022年 AFC U23アジアカップ
  - 2022年 欧州遠征
- U-22日本代表
  - 2021年 千葉、福島キャンプ
  - 2023年 欧州遠征
  - 2023年 AFC U23アジアカップ予選
- U-23日本代表
  - 2024年 AFC U23アジアカップ2024
  - 2024年 パリオリンピック

## タイトル

### クラブ
ジュビロ磐田
- J2リーグ：2021年

### 代表
U-16日本代表
- AFC U-16選手権：2018年